# 棕腋密光鰓魚
棕腋密光鰓魚（學名：Pycnochromis flavipectoralis），又稱菲爾德氏光鰓雀鯛，為輻鰭魚綱鱸形目雀鯛科密光鰓魚屬的其中一種，分布於印度洋區，包括馬爾地夫、安達曼海與爪哇海等海域，深度2至15公尺，本魚體呈卵圓形且側扁，體色為深褐色，腹部淡灰色至白色，胸鰭基部有一黃斑，尾柄、尾鰭、腹鰭、臀鰭及背鰭軟條白色，背鰭硬棘12枚、背鰭軟條11-12枚、臀鰭硬棘2枚、臀鰭軟條11-12枚，體長可達8公分，棲息在臨海礁坡，以浮游生物為食，日行性，繁殖期時會成對出現，具有領域性，雄魚會保護魚卵直到卵孵化。